# Liste der preußischen Gesandten in der Toskana
Liste der preußischen Gesandten im Großherzogtum Toskana.

## Gesandte
…
- 1820–1825: Jakob Ludwig Salomon Bartholdy (1779–1825)
- 1825–1829: Resident in Turin
- 1829–1832: Friedrich von Martens (1778–1857)
- 1832–1842: Resident in Turin
- 1842–1849: Karl von Schaffgotsch (1794–1865)
- 1849–1855: Resident in Rom
- 1855–1860: Alfred von Reumont (1808–1887)

1860: Auflösung der Gesandtschaft infolge der sardinischen Annexion der Toskana